# Mistrzostwa Polski w Badmintonie 1992
28. Mistrzostwa Polski w Badmintonie 1992 odbyły się w dniach 28 lutego - 1 marca 1992 w Krakowie

## Medaliści
| Konkurencja:            | Złoto:                                                               | Srebro:                                                               | Brąz: |
| gra pojedyncza kobiet   | Katarzyna Krasowska (Technik Głubczyce)                              | Dorota Grzejdak (Motus Koszalin)                                      | Bożena Bąk (Technik Głubczyce) Wioletta Wilk (Motus Koszalin)                                                                           |
| gra pojedyncza mężczyzn | Dariusz Zięba (Polonez Warszawa)                                     | Jacek Hankiewicz (Polonez Warszawa)                                   | Piotr Mazur (Technik Głubczyce) Adrian Bąk (Technik Głubczyce)                                                                          |
| gra podwójna kobiet     | Bożena Bąk (Technik Głubczyce) Bożena Haracz (Technik Głubczyce)     | Elżbieta Grzybek (Polonez Warszawa) Beata Syta                        | Monika Lipińska (Wilga Garwolin) Sylwia Rutkiewicz Iwona Szymańska (Marcovia Marki) Wioletta Wilk (Marcovia Marki)                      |
| gra podwójna mężczyzn   | Jerzy Dołhan (Technik Głubczyce) Jacek Hankiewicz (Polonez Warszawa) | Jacek Jagodziński (AZS UW Warszawa) Damian Pławecki (AZS UW Warszawa) | Adrian Bąk (Technik Głubczyce) Piotr Mazur (Technik Głubczyce) Marek Krajewski (Polonez Warszawa) Paweł Wasilewski (Stal Płock)         |
| gra mieszana            | Jerzy Dołhan (Technik Głubczyce) Bożena Haracz (Technik Głubczyce)   | Marek Krajewski (Polonez Warszawa) Sylwia Rutkiewicz                  | Damian Pławecki (AZS UW Warszawa) Sylwia Wiechowska (AZS UW Warszawa) Paweł Wasilewski (Stal Płock) Elżbieta Grzybek (Polonez Warszawa) |